# Gunnar Lettström
Gunnar Henrik Lettström, född 11 juli 1875 i Stockholm, död där 12 maj 1939, var en svensk kulturtekniker och donator. Han var bror till Harald Lettström.
Gunnar Lettström var son till bankdirektören Alexis Gustaf Theodor Lettström. Efter mogenhetsexamen i Stockholm 1893 utexaminerade han 1897 från Tekniska högskolans fackskola för väg- och vattenbyggnadskonst och från Ultuna lantbruksinstitut 1899 samt avlade lantmäteriexamen 1900. Han tjänstgjorde från 1900 som lantbruksstipendiat och extra lantbruksingenjör på flera olika platser samt blev 1909 tillförordnad lantbruksingenjör i Värmlands län och 1911 statens lantbruksingenjör i Kristianstads län. På grund av sjukdom tvingades han begära avsked 1915 och ägnade sig därefter åt lantbruk och författarverksamhet. 1916–1926 ägde han halva Gillberga gård i Sollentuna socken. Lettström utförde 1900–1915 en mängd kulturtekniska arbeten som sjösänkningar, vattenledningar och dikningar och forskningsuppgifter inom området understödde han frikostigt. Han utgav bland annat Vägtrummor och mindre broar (1909) och Om åkerbevattning (1921). Postumt publicerades Lettströms religiösa skildring Samtalet vid sjön (1939). Lettström donerade tillsammans 660.000 kronor för bildande av Lantbruksakademiens kulturtekniska fond, livräntefond för Sollentunabor och fond för Bondeförbundets organisationer.